# سول اینتنت (گروه)
سول اینتنت (به انگلیسی: Soul Intent) گروه هیپ هاپ آمریکایی بود که اعضای آنرا امینم، چائوز کید، پروف، مانیکس و دی‌جی باترفینگاز تشکیل می‌دادند. در ۱۹۹۰ آنها بِیسمنت پروداکشنز نیز نامیده شدند.
در ۱۱ آوریل ۲۰۰۶، پروف در یک مجادله در یکی از کلاب‌های شبانه دیترویت با ضرب گلوله به قتل رسید.
در ۵ اکتبر ۲۰۱۱، چائوز کید خودکشی کرد.
مانیکس هنوز هم در امر تهیه و تولید موسیقی فعالیت می‌کند و در مترو دیترویت ساکن است.

## آثارشناسی
- (Steppin' On To The Scene (۱۹۹۰
- (Still in the Bassmint (۱۹۹۲
- (Soul Intent (۱۹۹۵

## واژه‌نامه
1. ↑  Chaos Kid
2. ↑  Manix
3. ↑  DJ Butterfingaz